# Christoph Franz von Buseck
Christoph Franz von Buseck (né le 28 décembre 1724 à Jagstberg, aujourd'hui quartier de Mulfingen, mort le 28 septembre 1805 à Bamberg) est le dernier prince-évêque de Bamberg.

## Famille
Christoph Franz Amand Daniel Veith Christian von Buseck est issu d'une famille de vieille noblesse. Il est un des fils d'Ernst Johann Philipp Hartmann von Buseck et Maria Anna von Buttlar. Il est le neveu du prince-évêque de Fulda Johann Christoph von Buseck (de). Son propre neveu Georg Karl von Fechenbach sera prince-évêque de Wurtzbourg.

## Biographie
En 1794, Christoph Franz von Buseck est nommé prince-évêque de Bamberg et ensuite prêtre. Le 16 août 1795 il est consacré par son neveu Georg Karl von Fechenbach.
Buseck est considéré comme un souverain peu crédible. Il fuit en 1796 devant les Français à Prague et en 1799 à Saalfeld. En 1800, il nomme son neveu coadjuteur et successeur. Durant l'occupation de la Bavière, il démissionne le 29 septembre 1802. L'évêché de Bamberg est sécularisé et dissous en 1803.
Le siège d'évêque restera vacant après le décès de Buseck en 1805 jusqu'en 1817-1818.